# De-Loused in the Comatorium
De-Loused in the Comatorium es el álbum debut de la banda de rock experimental The Mars Volta. Concebido como un álbum conceptual, De-Loused in the Comatorium está basado en una historia corta creada por el cantante Cedric Bixler-Zavala y el ingeniero de sonido Jeremy Michael Ward, que trata sobre Cerpin Taxt, un hombre que trata de suicidarse abusando de la morfina. El intento le provoca un coma de una semana, durante la cual experimenta visiones acerca de la humanidad y su propia mente. Una vez consciente, encuentra al mundo real sumamente desagradable, así que decide volver a su muerte. La historia de Cerpin Taxt está basada en la muerte del artista Julio Venegas, amigo de Bixler-Zavala. 
Coproducido por Rick Rubin y Omar Rodríguez-López, es el único álbum de la banda con colaboración del miembro cofundador Jeremy Ward, quien fue encontrado muerto un mes antes del lanzamiento del álbum, debido a una aparente sobredosis de heroína. Posteriormente, Flea de Red Hot Chili Peppers participó como bajista en De-Loused, luego de que Eva Gardner desertara, habiendo participado en las primeras demos y EPs de la banda.
De-Loused in the Comatorium se convirtió tanto en un éxito de ventas como de crítica, vendiendo más de 500.000 copias a pesar de la escasa publicidad que recibió, y apareciendo en varias listas especializadas entre los mejores discos del año. También apareció en el puesto 55 de la lista de los mejores 100 discos guitarreros de todos los tiempos, en el número de octubre de 2006 de la revista Guitar World, y fue incluido en el libro 1001 discos que hay que escuchar antes de morir.
El álbum se distingue por las extrañas letras de sus canciones, sus influencias de ritmos latinos, sus frecuentes cambios de tempo, y los frenéticos riffs disonantes del guitarrista Omar Rodríguez-López. El título del disco está tomado de la canción «Eunuch Provocateur», que integra su anterior trabajo, el EP Tremulant. 
Es considerado un álbum de rock progresivo y art rock, con fuertes elementos de post-hardcore, punk rock, heavy metal, blues rock y jazz latino.

## Lista de canciones
1. «Son et Lumiere» – 1:35
2. «Inertiatic» (ESP) – 4:24
3. «Roulette Dares (The Haunt Of)» – 7:31
4. «Tira Me a las Arañas» – 1:29
5. «Drunkship of Lanterns» – 7:06 *
6. «Eriatarka» – 6:20 **
7. «Cicatriz» (ESP) – 12:29
8. «This Apparatus Must Be Unearthed» – 4:58
9. «Televators» – 6:19
10. «Take the Veil Cerpin Taxt» – 8:42

* - Aparece incorrectamente con una duración de 6:20 en la contratapa del disco.
** - Aparece incorrectamente con una duración de 7:06 en la contratapa del disco.
- «Son et Lumiere» es una frase en francés que significa «Sonido y luz».
- «ESP» es una abreviación de 'Ectopic Shapeshifting Penance-propulsión', una frase creada por la banda.
- En el tema «Cicatriz ESP» la voz de John Frusciante puede oírse repetidamente, aunque estos coros no aparecen acreditados [cita requerida].
- La edición especial japonesa, británica y australiana contiene una canción adicional, «Ambuletz» (con una duración de 7:03), aunque no aparece en la lista de canciones de la edición japonesa.
- Existe una edición especial que incorpora un segundo disco con versiones en vivo de algunas canciones del álbum. La lista de canciones de este disco extra es:

- Roulette Dares (The Haunt Of) [LIVE BBC Session] – 9:27
- Drunkship Of Lanterns [LIVE BBC Session] – 9:38
- Cicatriz ESP [LIVE] – 16:03
- Televators [LIVE] – 7:18

## Personal
| The Mars Volta - Cedric Bixler-Zavala – voces - Omar Rodríguez-López – guitarras, bajo ("Ambuletz"); producción - Jon Theodore – batería - Isaiah "Ikey" Owens – teclados - Flea – bajo (excepto "Televators" y "Ambuletz") - Jeremy Ward – efectos, manipulación de sonido Músicos adicionales - Lenny Castro – percusión - John Frusciante – guitarra adicional, sintetizador ("Cicatriz ESP") - Justin Meldal-Johnsen – doble bajo ("Televators") | Producción y arte - Rick Rubin – producción - Dave Schiffman – grabación - Andrew Scheps – grabación adicional - Phillip Groussard – asistente de ingeniero, ingeniero de grabación ("Ambuletz") - Darren Mora – asistente de ingeniero - Rich Costey – ingeniero de mezcla - Jason Lader – ingeniero de mezcla ("Ambuletz") - Lindsay Chase – coordinación de producción - Vlado Meller – masterización - Pete Lyman – masterización (vinilo) - Steve Kadison – asistete de masterización - Storm Thorgerson – cover, dirección de arte - Peter Curzon – cover, gráficos - Rupert Truman – fotografía - Dan Abbott – ilustraciones |